# Of Rice and Hen
Pour plus de détails, voir Fiche technique et Distribution.
Of Rice and Hen est un court métrage d'animation de la série Looney Tunes réalisé par Robert McKimson qui met en scène Charlie le coq et Miss Prissy. Le court métrage a été diffusé pour la première fois le 14 novembre 1953.

## Fiche technique
- Réalisation : Robert McKimson
- Scénario : Warren Foster
- Production : Warner Bros. Cartoons
- Musique originale : Carl Stalling
- Montage : Treg Brown
- Format : 35 mm, ratio 1.37 :1, couleur Technicolor, mono
- Durée : 6 minutes
- Pays de production :  États-Unis
- Langue : anglais
- Genre : animation
- Distribution : 
  - 1953 : Warner Bros. Pictures cinéma
  - 2024 : Warner Home Video DVD
- Date de sortie : 
  - États-Unis : 14 novembre 1953

## Distribution
- Charlie le coq et George P. Dog
- VO par Mel Blanc (voix)
- Miss Prissy
- VO par Bea Benaderet (voix)